# John Reeves
John Reeves (ur. 1 maja 1774, zm. 22 marca 1856) – angielski przyrodnik amator; zoolog i botanik.
Stworzył godną uwagi kolekcję rysunków chińskich zwierząt i roślin. Jej fragmenty należą do zbiorów Muzeum Historii Naturalnej w Londynie, Królewskiego Towarzystwa Ogrodniczego (ang. Royal Horticultural Society), a także do listopada 2008 roku w zbiorach rodzinnych, które zostały wystawione na aukcji.
Reeves jest odpowiedzialny za wprowadzenie wielu gatunków roślin ozdobnych do zachodnich ogrodów, m.in. złocieni, różaneczników i glicynii.
Od jego nazwiska pochodzą łacińskie i angielskie nazwy bażanta królewskiego i mundżaka chińskiego.
Smakosz herbaty, został mianowany na stanowisko Inspektora Herbaty Brytyjskiej Kompanii Wschodnioindyjskiej w 1808 roku.
Jego nazwisko zostało upamiętnione w nazwie rodzaju roślin Reevesia z rodziny ślazowatych.